# Manuchar Machaidze
Manuchar Machaidze (georgià: მანუჩარ მაჩაიძე)  (Ambrolauri, 25 de març de 1949) és un exfutbolista georgià de la dècada de 1970.
Fou 4 cops internacional amb la selecció de la Unió Soviètica.
Pel que fa a clubs, defensà els colors de FC Dinamo Tbilisi, FC Pakhtakor Tashkent, FC Spartak Moscou i FC Torpedo Kutaisi.